# Hino de Codó
O hino municipal de Codó é um dos símbolos da cidade de Codó, como estabelece o art. 9º da Lei Orgânica Municipal de 1990.

## História
O hino da cidade de Codó foi criado pela mesma autora da primeira bandeira da cidade, a professora Luiza D'ally Alencar de Oliveira. A ideia de criação da letra e música, veio logo após a criação da bandeira, pois até os 70 anos, a cidade não possuía símbolos oficiais. Sabendo que Codó não tinha hino, ela começou a cantarolar, ao perceber que o hino estava ganhando forma foi até a casa do senhor Talmir (Quinzeiro) pedir um gravador emprestado. Após formar o hino, ela trabalhou na posição das estrofes.
A professora revelou que na época da criação da bandeira e hino, nenhum dos dois despertou entusiasmo dos governantes na época, nem mesmo do prefeito Moises Alves dos Reis.